# Orehi
Orehi so rastline drevesa, katere so udomačili že v Babilonu 2000 let pr. n. št. Plodovi rastejo na listnatih drevesih, so zelo pomembni v prehrani prebivalstva ker vsebujejo veliko dragocenih maščob in mineralov. Spadajo v skupino cca- 2% redkih rastlin z bogato vsebnostjo maščob. Pomembni so tudi v ljudskem zdavilstvu, saj uspešno zdravijo veliko človeških obolenj. Danes poznamo veliko vrst orehov, najbolj pogosti pa so sledeči:
- Brazilski oreh- Bertolecija
- Indijski oreh-
- Navadni oreh-
- Makadamija-
- Mandelj-
- Pekanov oreh-
- Pistacija-